# Marches de l'Entre-Sambre-et-Meuse

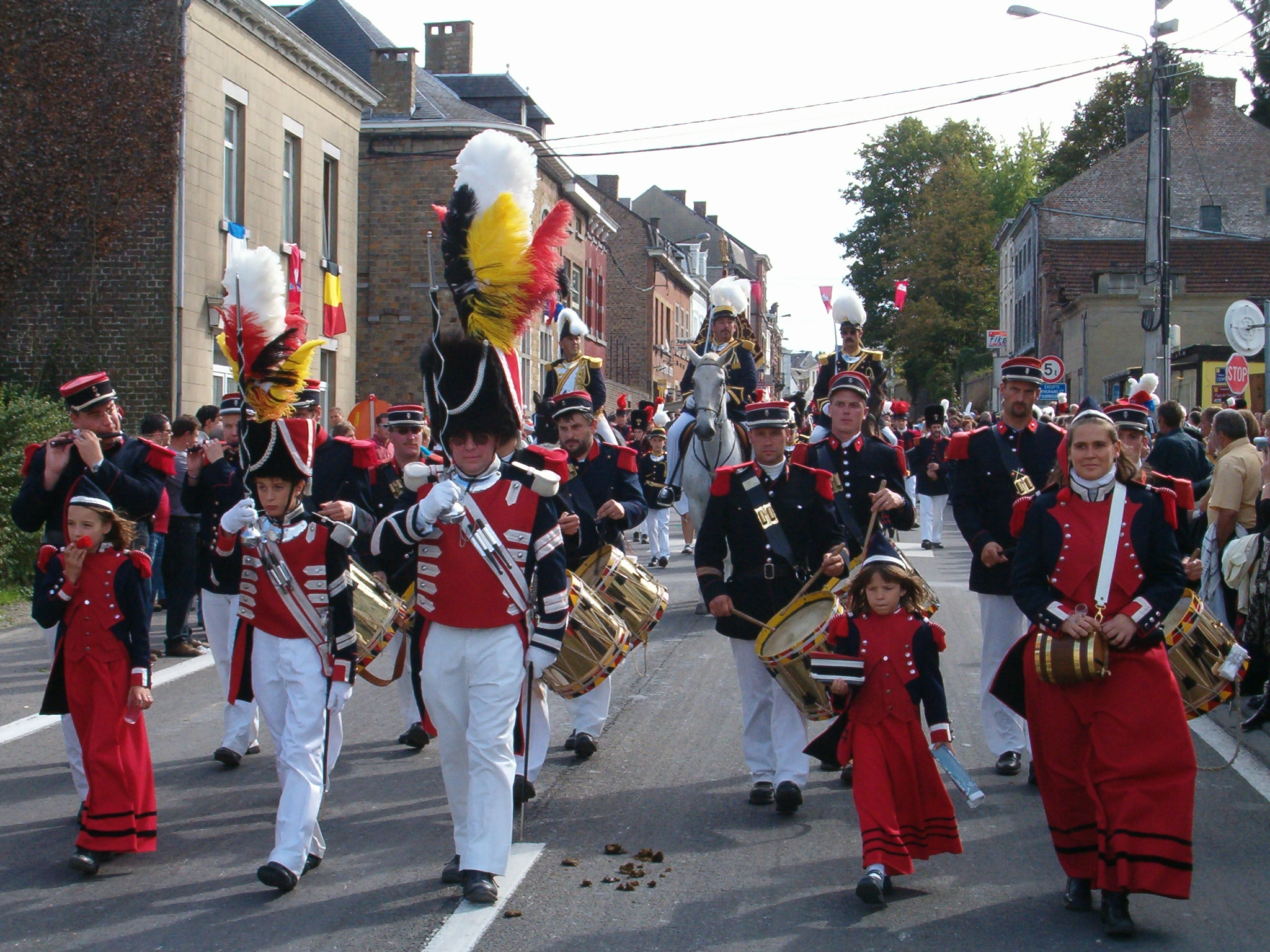
De zevenjaarlijkse Marche Saint-Feuillen in Fosses-la-Ville trok in 2019 voor het laatst uit.

De Stoeten van Tussen-Samber-en-Maas (Frans: Marches de l'Entre-Sambre-et-Meuse) zijn een aantal folkloristische processies in de regio Tussen-Samber-en-Maas in Wallonië, België. De stoeten vinden plaats tussen mei en oktober en zijn van oorsprong Sacramentsprocessies die gewijd zijn aan de patroonheilige van de betreffende plaats. Kenmerkend zijn de schutterijen die traditionele uniformen dragen uit de 19e eeuw, de tijd van Napoleon Bonaparte (1e Keizerrijk), Napoleon III (2e Keizerrijk) en de Belgische Opstand.

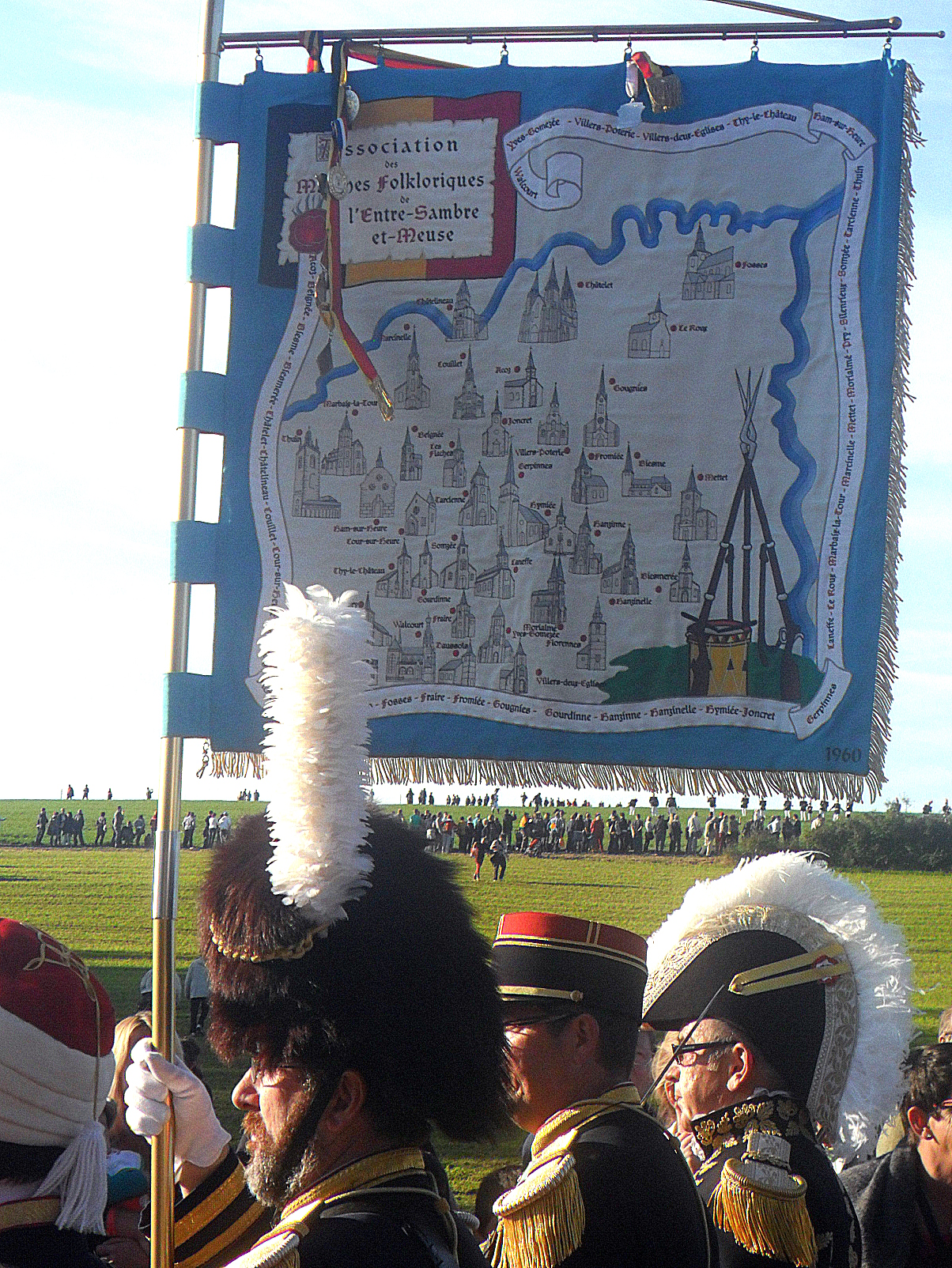
Vaandel van de Association des Marches Folkloriques de l'Entre-Sambre-et-Meuse.

In 2004 werden alle stoeten opgenomen als erfgoed op de Lijst van Meesterwerken van het Mondeling en Immaterieel Erfgoed van de Federatie Wallonië-Brussel. Op 5 december 2012 op de vergadering van UNESCO in Parijs werden vijftien van deze stoeten opgenomen in de Representatieve lijst van het immaterieel cultureel erfgoed van de mensheid.

## Geschiedenis

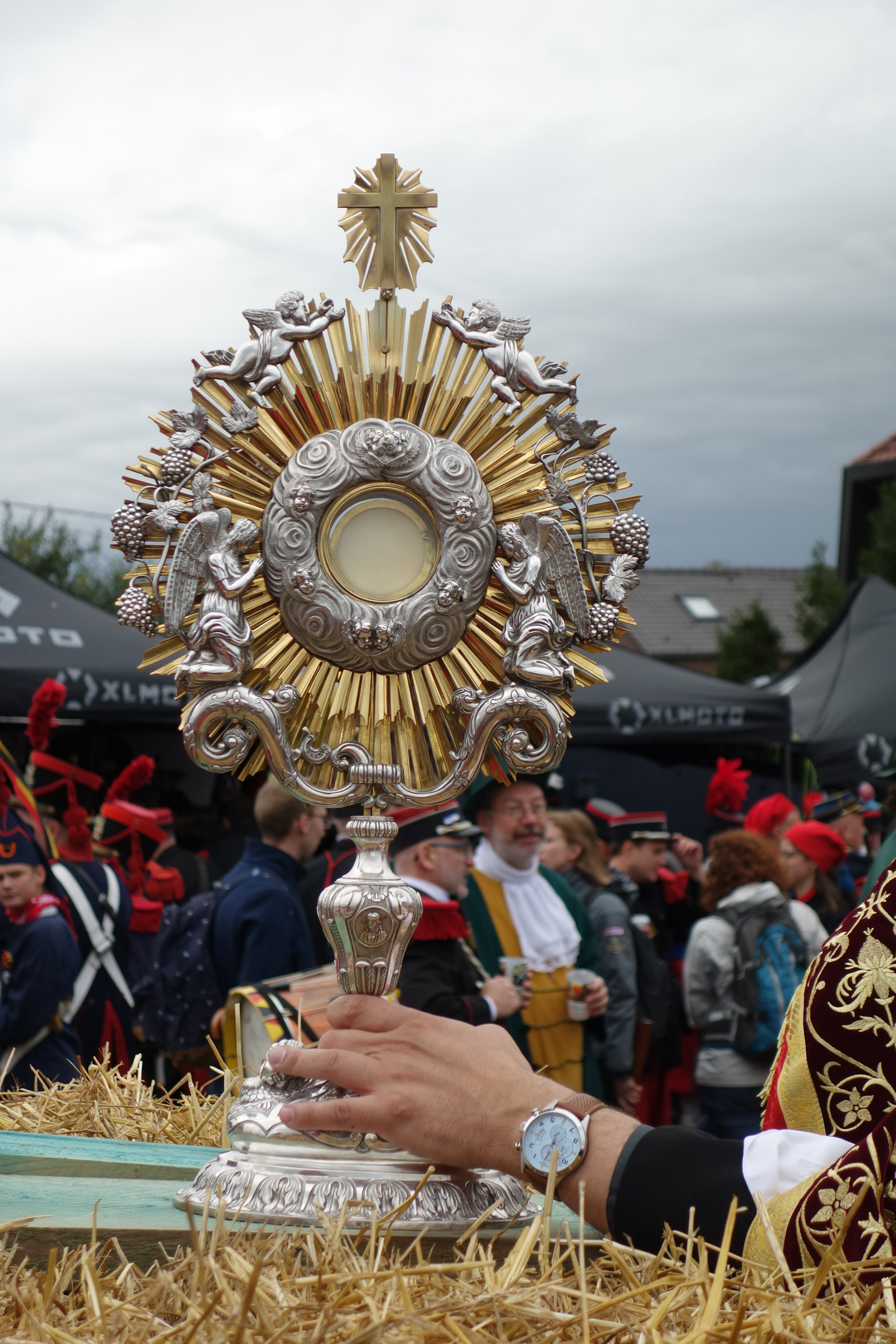
In de Marche Saint-Feuillen in Fosses-la-Ville is een monstrans aanwezig met een geconsacreerde hostie, het Lichaam van Christus, het Allerheiligste Sacrament.

De religieuze optochten vinden hun oorsprong in de Sacramentsprocessie. Deze werden meestal gewijd aan heiligen die een belangrijke rol speelden in de geschiedenis van de plaats of streek. Zo zijn er meerdere stoeten gewijd aan Rochus van Montpellier (Marche Saint Roch in o.a. Thuin, Ham-sur-Heure, Châtelet en Acoz), die in de 17e eeuw als pestheilige werd aangeroepen. De processies werden begeleid door bewapende burgermilities, schutterijen, die in steden opgericht werden in de middeleeuwen ter verdediging van de stad en in dorpen werden ze pas opgericht tijdens de Contrareformatie, zoals de Arquebusiers van Fosses-la-Ville in 1566. Doordat de militaire en politietaken van deze milities verdwenen, verdwenen ook de schutterijen. Hun religieuze en sociale taken werden overgenomen door Jeunesses (jonkheden, groepen ongehuwde mannen) die reeds verantwoordelijk waren voor de organisatie van plaatselijke festiviteiten en die zorgden voor vuurwapens en uniformen van de Belgische Opstand, het Eerste en Tweede Keizerrijk.

## Optochtvolgorde
De volgorde van de stoet is meestal als volgt:
- Voorop loopt een groep sappeurs, zij dragen een witte schort, een bijl en soms een baard.
- Dan volgt de drumband die bestaat uit tamboers en enkele pijperfluiten, die traditionele marsmuziek spelen. Zij worden geleid door een tambour-maître. Soms wordt de drumband gevolgd door een muziekkorps of fanfare.
- Vervolgens de officieren te paard. Het aantal verschilt per plaats. Zij voeren doorgaans het commando.
- Het vaandel (of drapeau) met een escorte, meestal van jonge kinderen in uniformen.
- De fuseliers, zij dragen uniformen van: jagers, grenadiers, zoeaves, etc. Op sommige plekken vormen zij carrés of staan op één lange rij. Hun taak is om een salvo te geven ter ere van de patroonheilige of voor de eregast. Zo gaat in Fosses-la-Ville een persoon gekleed als Napoleon Bonaparte.
- Ten slotte volgt de geestelijkheid met relikwieën, gevolgd door parochianen en pelgrims.
- In sommige plaatsen gaat een compagnie ruiters voorop in de stoet.

## Breken van het glas
Het breken van het glas is in bepaalde plaatsen een ritueel waarbij de officiersfuncties worden toegewezen. De wijze verschilt per plaats: in de ene plaats gaat het op senioriteit en in andere plaatsen gaat de functie naar de hoogste bieder. De ceremonie van het breken van het glas is echter hetzelfde, waarbij de nieuwe officier een eed van trouw aflegt tegenover de vereniging en de plaatselijke gemeenschap. In aanwezigheid van alle deelnemers, burgemeester en wethouders, heffen de overige officieren het glas met bier of sterke drank, drinken het in één teug leeg en gooien het met kracht voor zijn voeten op de grond. Op het moment dat het glas breekt, klinkt tromgeroffel en het applaus van de toeschouwers. Aan deze inwijding wordt veel waarde gehecht, omdat de officier moet kunnen besturen, organiseren, rekruteren en de waardigheid hoog moet houden. In een statuut uit 1894 staat: "Wie na het breken van het glas zich niet aan de eed houdt, wordt gezien als meineedpleger. Wij zullen hem verachten en hij zal alle vertrouwen verliezen."

## Immaterieel cultureel werelderfgoed

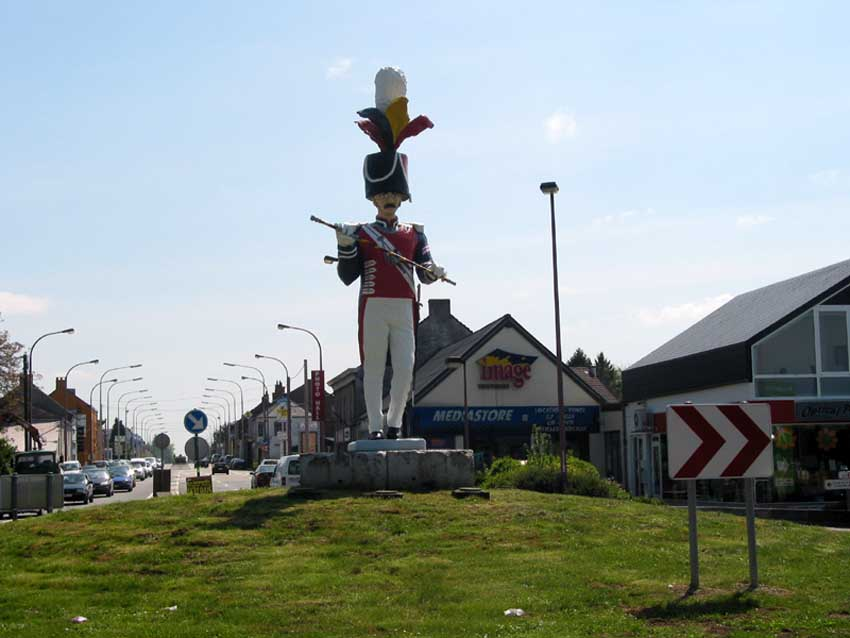
Standbeeld op een rotonde in Gerpinnes.

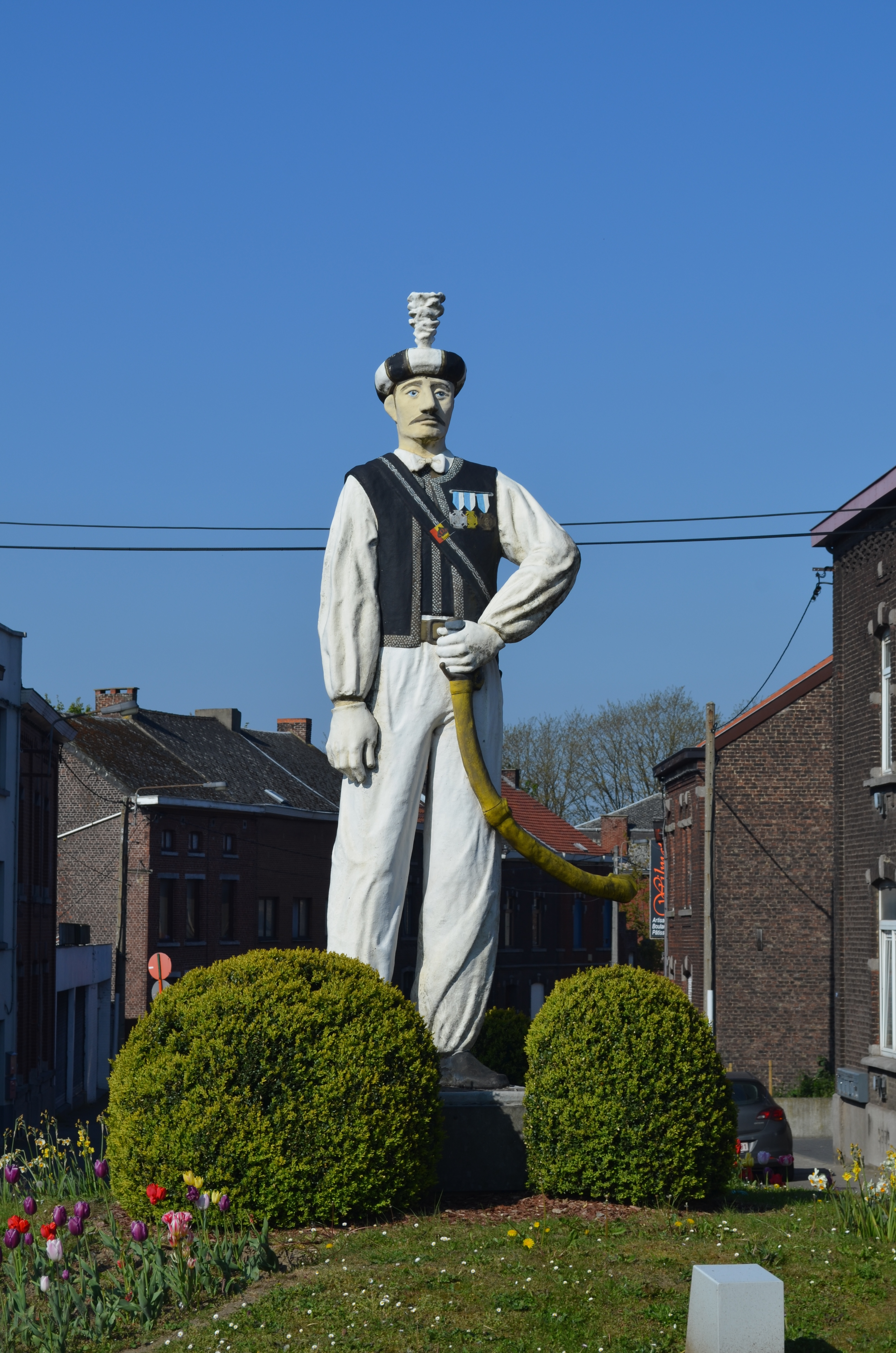
Standbeeld op een rotonde in Jumet.

De volgende vijftien stoeten zijn in december 2012 opgenomen door UNESCO in de Representatieve lijst van het immaterieel cultureel erfgoed van de mensheid:
- Acoz (Gerpinnes): Marche Saint-Roch & Saint-Frégo
- Biesmerée (Mettet): Marche Saint-Pierre
- Florennes: Marche Saints-Pierre-et-Paul
- Fosses-la-Ville: Marche Saint-Feuillen, eens per zeven jaar (laatste keer in september 2019)
- Gerpinnes: Marche Sainte-Rolende
- Ham-sur-Heure (Ham-sur-Heure-Nalinnes): Marche Saint-Roch
- Jumet (Charleroi): Tour de la Madeleine
- Laneffe (Walcourt): Marche Saint-Éloi
- Morialmé (Florennes): Marche Saint-Pierre
- Silenrieux (Cerfontaine): Marche Sainte-Anne
- Tarcienne (Walcourt): Marche Saint-Fiacre, op de eerste zondag in mei
- Thuin: Marche Saint-Roch
- Thy-le-Château (Walcourt): Marche Saints-Pierre-et-Paul
- Villers-Deux-Églises (Cerfontaine): Marche Saint-Pierre
- Walcourt: Marche de la Trinité

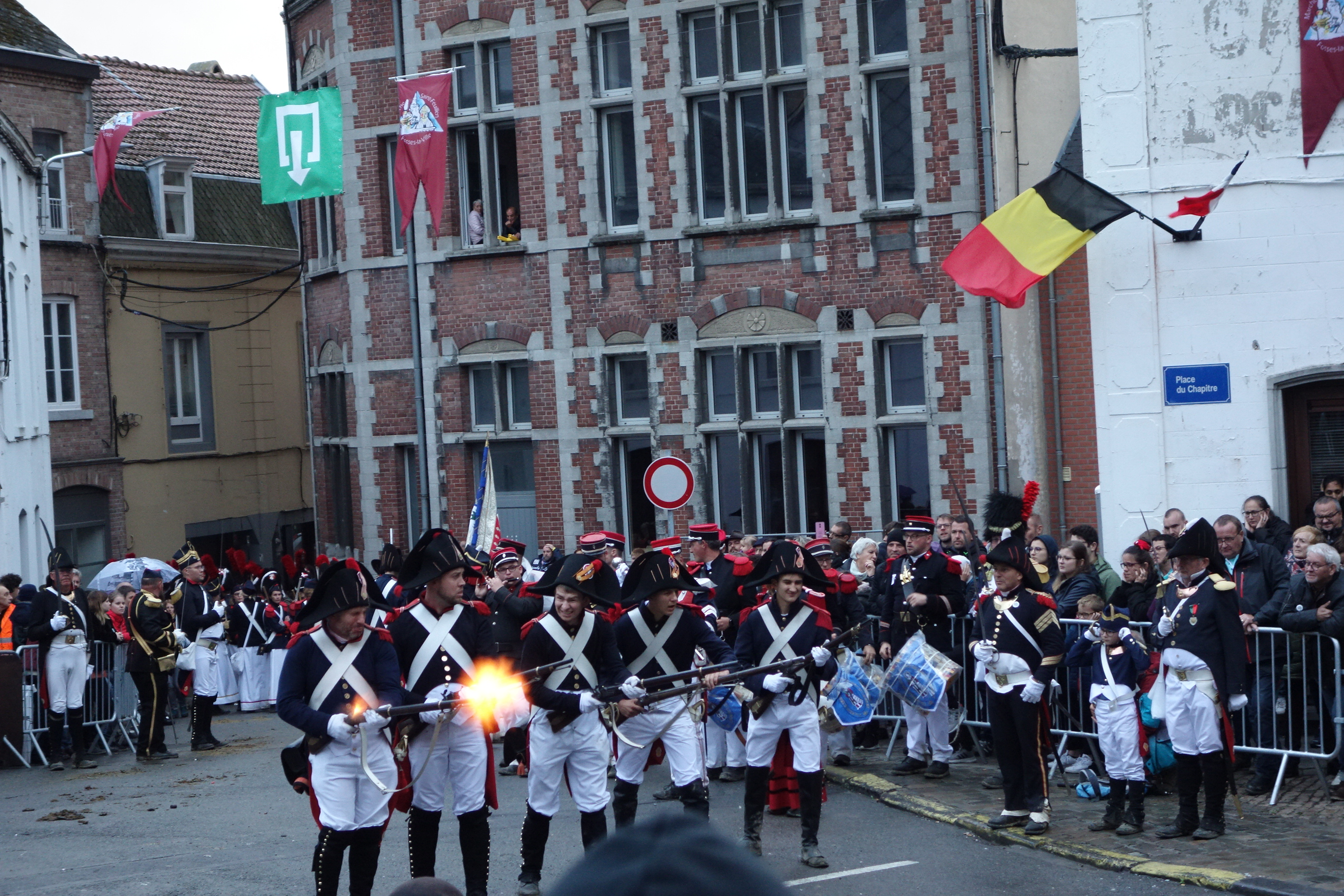
Salvo tijdens de Marche Saint-Feuillen in Fosses-la-Ville
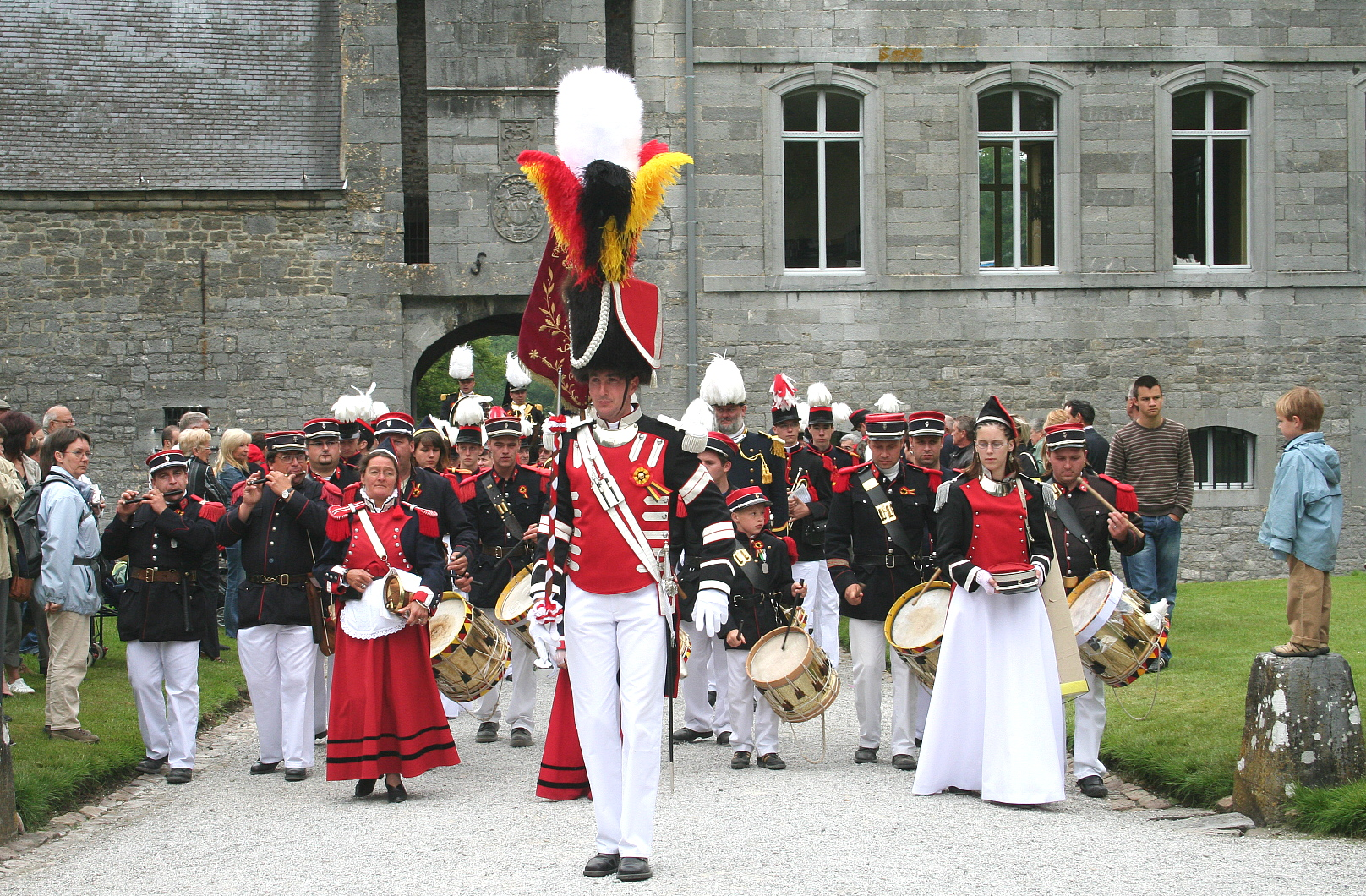
Compagnie van Acoz tijdens de Marche Sainte-Rolende in Gerpinnes
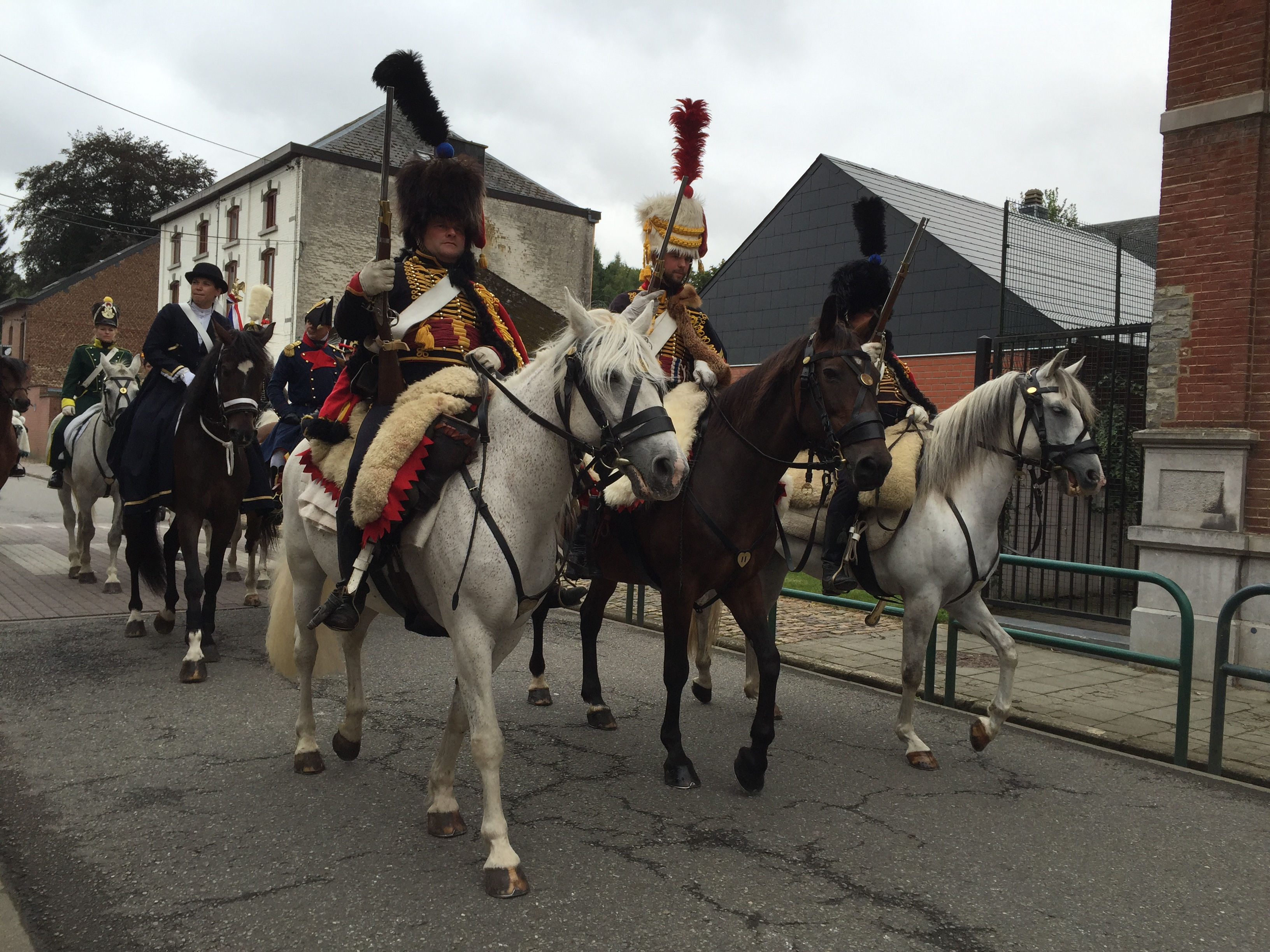
Ruitercompagnie in de Marche Saint-Roch in Ham-sur-Heure
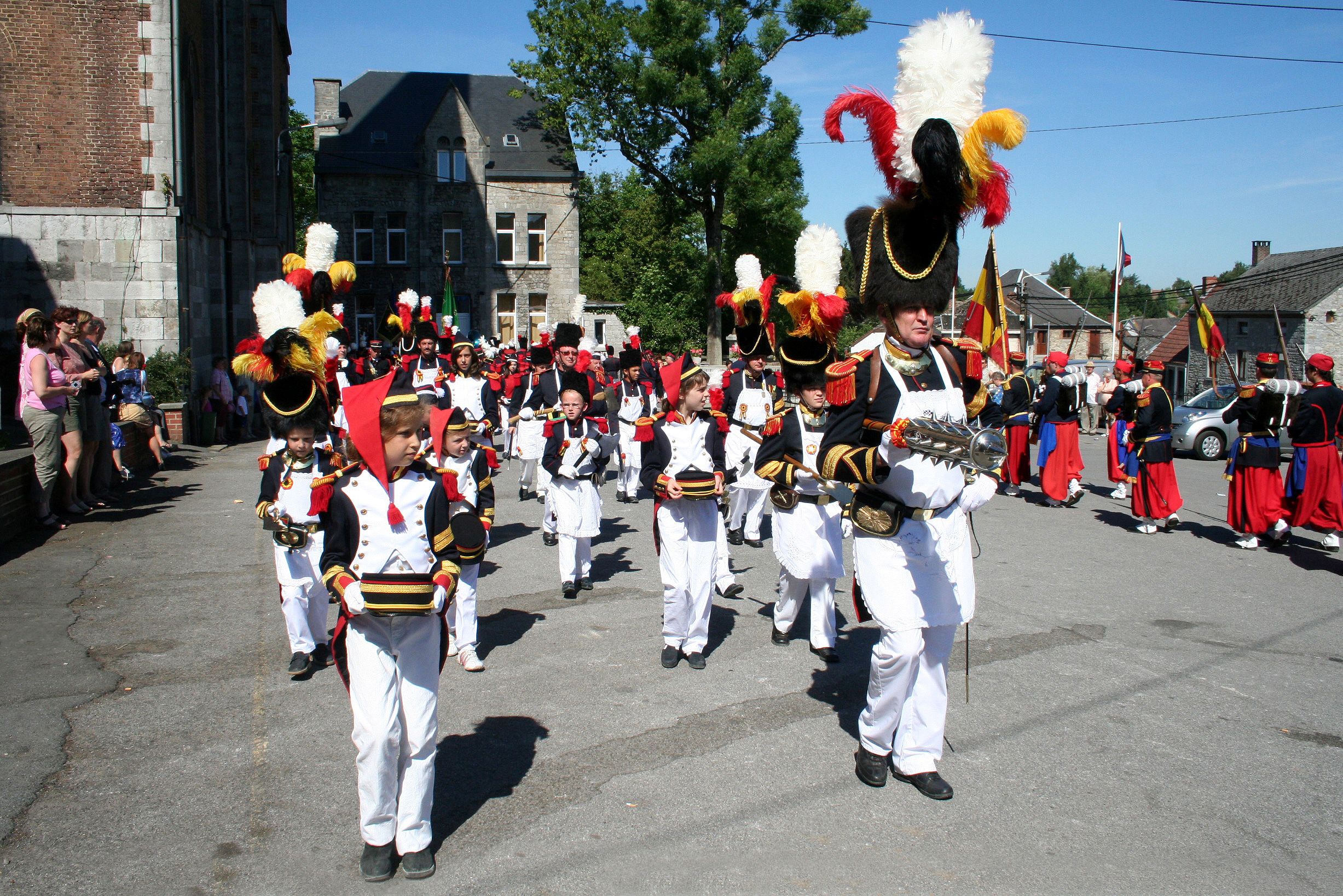
Sappeurs met bijlen, scheppen en knots in de Marche Saint-Pierre in Morialmé
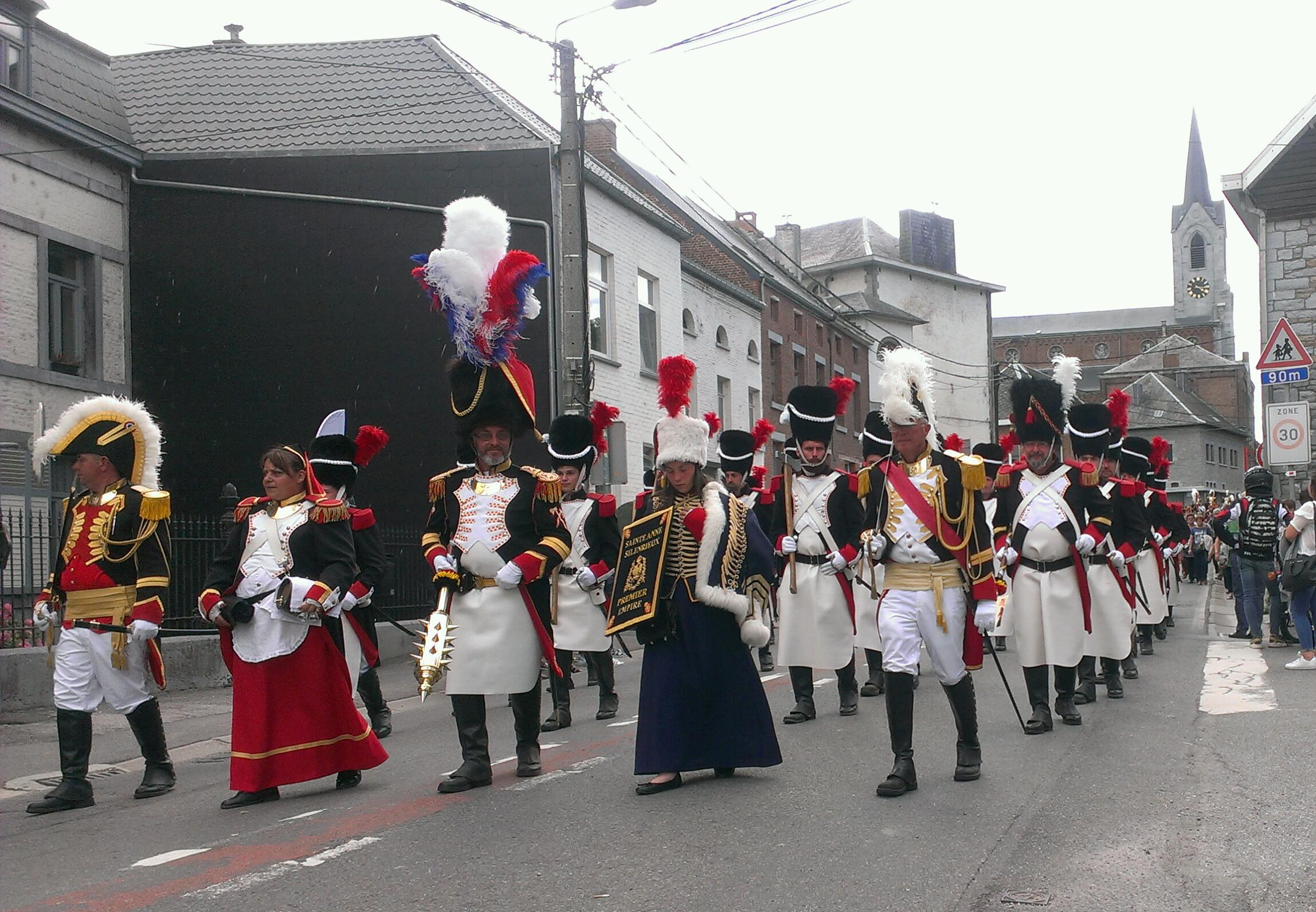
Marche Sainte-Anne in Silenrieux
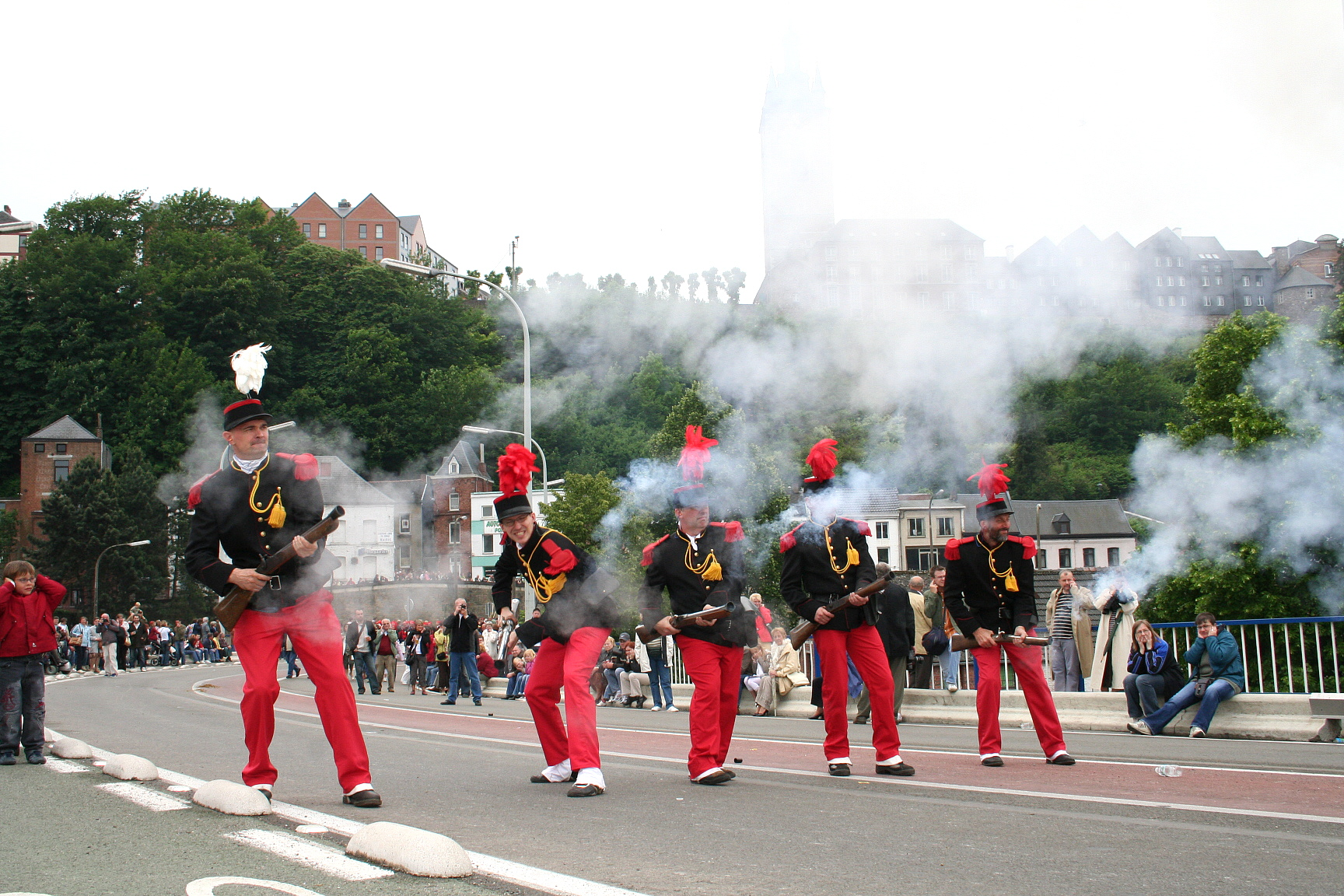
Salvo tijdens de Marche Saint-Roch in Thuin